# Culture campaniforme
Pour les articles homonymes, voir Campaniforme.
Subdivisions
- campaniforme AOO et AOC
- campaniforme régional

Objets typiques
vases et gobelets en forme de cloche
La culture campaniforme, ou simplement le Campaniforme (en anglais Bell-Beaker culture, en allemand Glockenbecherkultur), est une culture qui se développa en Europe ainsi qu'en Afrique du Nord approximativement au cours du IIIe millénaire av. J.-C., couvrant le Chalcolithique et une partie du Bronze ancien européen. Elle doit son nom aux gobelets céramiques en forme typique de cloche retrouvés dans les sépultures. 
L'origine et la diffusion de la culture campaniforme demeurent un phénomène fort complexe en raison de son développement dans l'espace et dans le temps. Néanmoins, les analyses génétiques faites au cours des années 2010 semblent montrer une origine unique de la culture campaniforme à l'est de l'Europe centrale dans une population issue des migrations de la culture Yamna. Cette culture se diffuse ensuite dans toute l'Europe centrale et occidentale par migration importante de populations.

## Vestiges matériels

### Le faciès campaniforme

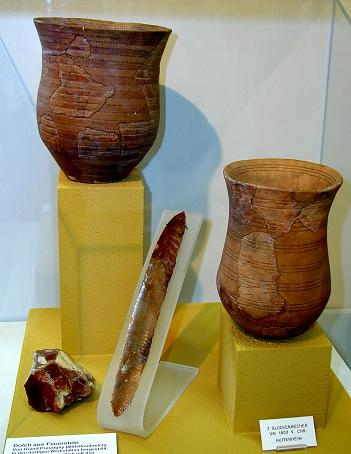
Objets caractéristiques de la culture campaniforme.

Le campaniforme est un phénomène de la protohistoire européenne surtout connu par la découverte, dès la fin du XIXe siècle dans une grande partie de l'Europe, de sépultures du Chalcolithique contenant des vases en forme de cloche renversée qui furent ainsi baptisés « campaniformes » ou « caliciformes ». L’objet campaniforme de référence est une céramique. Au-delà de la forme, ces céramiques comportent une ornementation très riche et très particulière qui permet de les distinguer aisément des autres objets céramiques des cultures contemporaines auxquels ils étaient mélangés dans les sépultures.
En parallèle, ces vases campaniformes sont souvent associés à un matériel archéologique composé d’objets-types souvent retrouvés quel que soit le lieu : pendentifs en forme de croissant de lune (en os), boutons perforés en « V » (principalement en os mais aussi en pierre ou en ambre), perles et tortillons en or, poignards en cuivre (de forme triangulaire) et tout un équipement d’archer (belles armatures de flèches à aileron et pédoncule en silex, brassards en pierre ou en os).

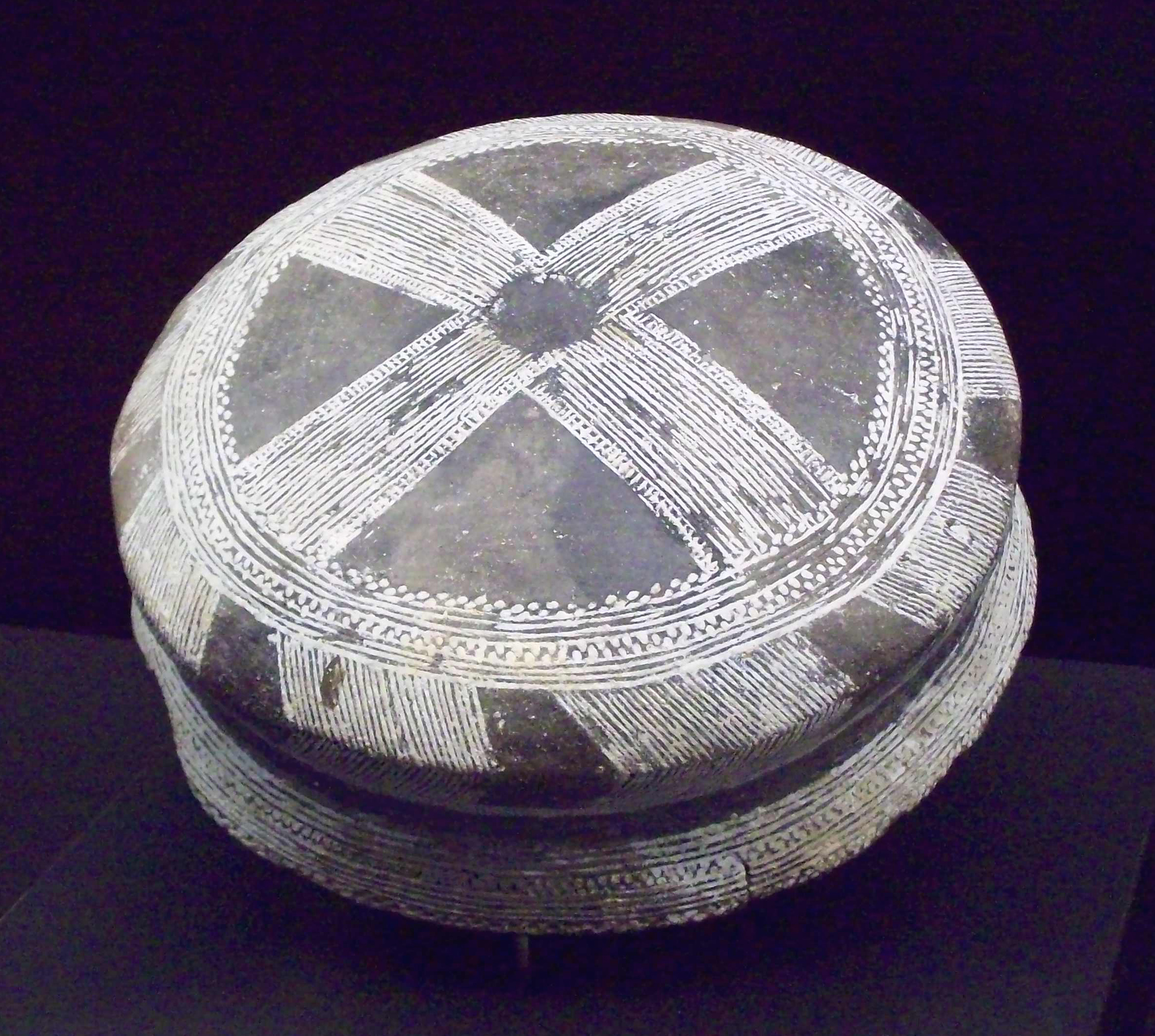
Poterie campaniforme. Argile noire décorée d'une croix solaire, motif géométrique incisé rempli de pâte blanche. Datée entre 1970 et 1470 avant notre ère. Ciempozuelos, Espagne

La céramique est en principe de bonne qualité. Souvent à fond plat, le col et la panse ont la même largeur. On trouve d’autres type de vase, tel des écuelles ou des coupes à pieds. On peut distinguer en fait deux types de céramiques campaniformes :
- une céramique d'apparat, que l'on retrouve surtout dans les tombes, au profil en S, de très bonne facture, très bien décorée ;
- une céramique à usage domestique, que l’on retrouve dans les habitats, nommée Begleitkeramik, le profil reste en S mais avec de grandes variations dans les formes ; la décoration est moins soignée, voire inexistante.

La richesse de l'ornementation permet de distinguer plusieurs styles. Sur les panses, le style le plus courant est un décor rectilinéaire qui s’organise en bandes horizontales parallèles et étroites comportant des lignes obliques (tantôt à droite, tantôt à gauche), des chevrons, triangles, échelles... réalisés à l'aide de peignes à dents carrées très fines. D'autres styles de décoration ont été réalisés par impression d'une ficelle dans la pâte fraîche en cerclant le vase par bandes, par incision ou estampage. Les fonds peuvent être agrémentés de chevrons, de hachures ou de pointillés, de motifs en croix réalisés à l’aide de peignes ou de coquillages. La couleur varie de l'orangé au marron.

### Sépultures

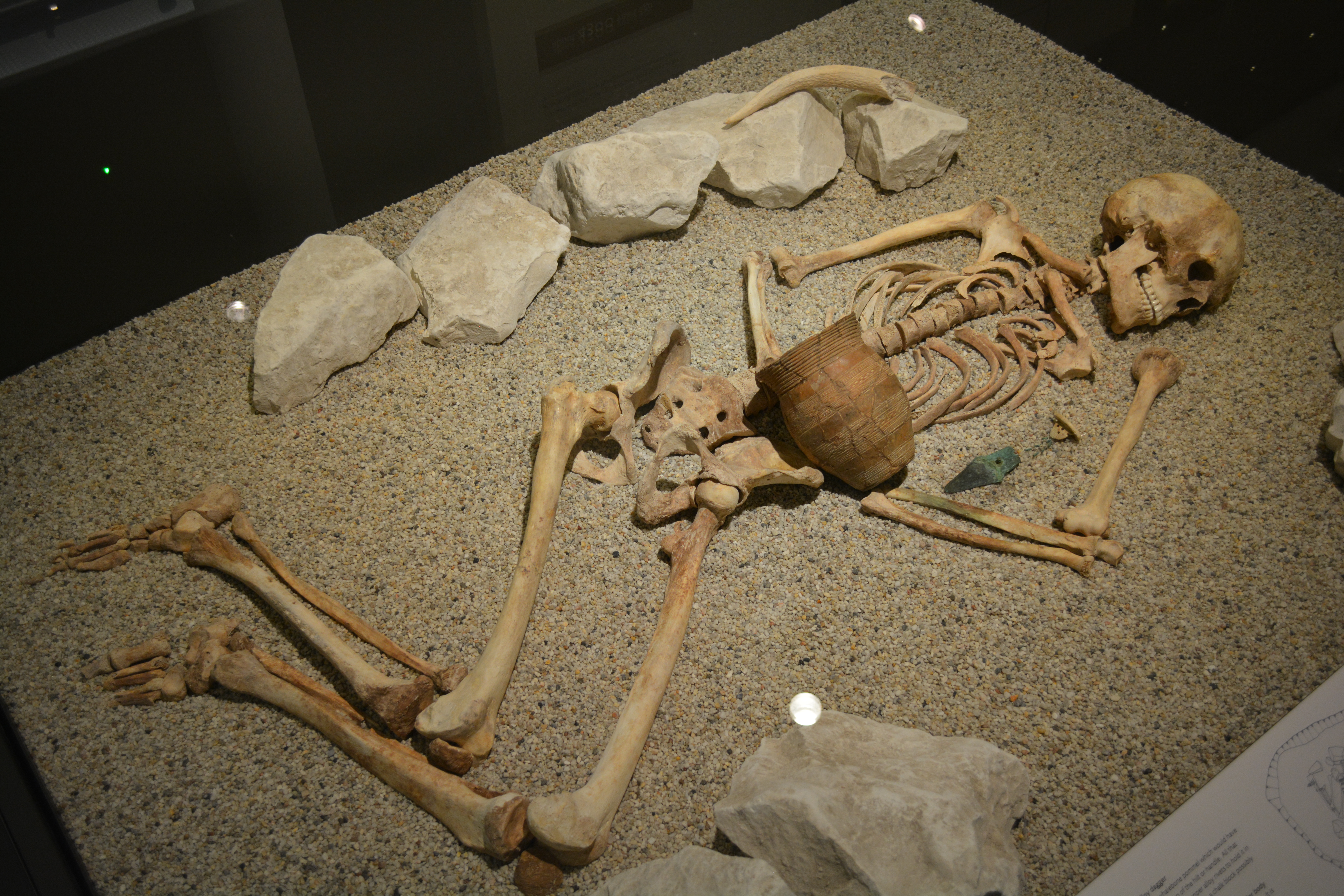
Tombe de la culture campaniforme, Shrewton, Angleterre, 2470–2210

Les sépultures sont un trait culturel caractéristique du campaniforme. On observe une prédominance des sépultures individuelles. Le rite funéraire campaniforme est surtout marqué en Europe centrale. Les hommes sont déposés de façon repliée sur le côté gauche, la tête se trouvant vers le Nord, les femmes à l'inverse sont repliées sur le côté droit, la tête vers le Sud. Ainsi, dans les deux cas, ils font face à l'Est,. Les enterrements communs d'adultes et d'enfants traversent, eux, pratiquement tous les horizons culturels majeurs de l'Eurasie occidentale du troisième millénaire av. J.-C., se produisant dans les cimetières de la culture campaniforme, de la céramique cordée et de la culture Yamna. Ils sont étonnamment courants, même dans ces sociétés qui pratiquaient principalement l’inhumation unique.
Les tombes d'enfants sont généralement sous-représentées dans les cimetières de la période du campaniforme du nord de la France et de Grande-Bretagne. Certaines peuvent être décrites comme de simples imitations de tombes d’adultes, avec des vases, des armes et des objets de parure personnelle miniatures. D'autres étaient destinés aux enfants comme aux adultes. Les enterrements partagés en France, comme ceux d'Achenheim (Bas-Rhin) et de Léry (Eure), consistaient en des enfants et des bébés placés devant ou dos à dos avec une femme accroupie. Il semblerait que les pratiques de parenté étaient différentes dans le domaine méridional de la culture campaniforme (péninsule Ibérique), où les traditions funéraires collectives dans les tombes mégalithiques et les grottes artificielles se sont poursuivies sans interruption.
Le mobilier des sépultures est révélateur des nouvelles valeurs de cette société qui met en avant le statut du défunt, sa richesse, son prestige et son pouvoir. Ce statut se manifeste notamment par l'importance que jouent le cuivre et les métaux précieux.

### Métallurgie

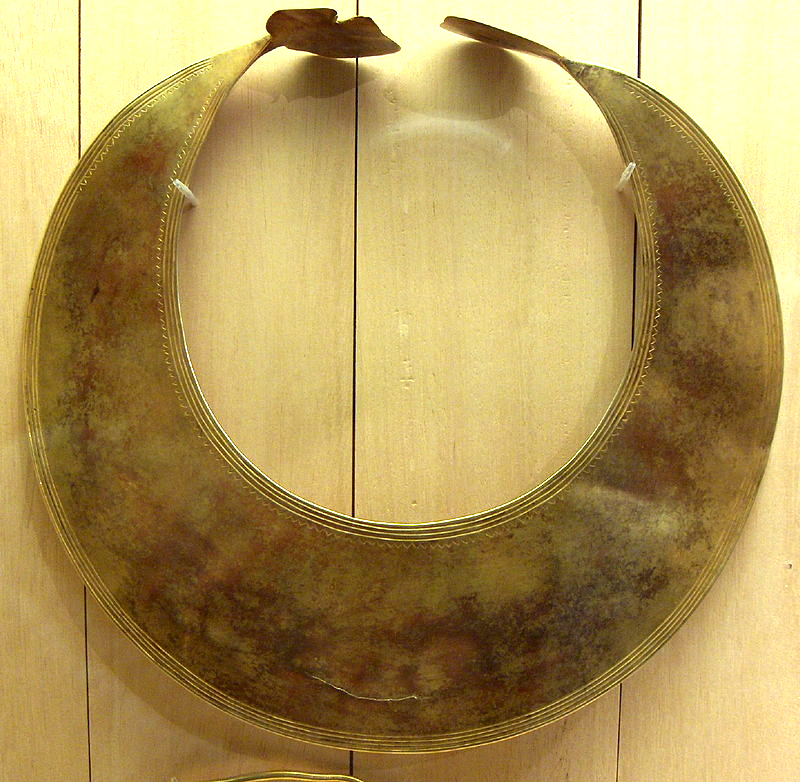
Lunule en or. Lieu de découverte : Kerivoe, Bourbriac, Côtes d'Armor.

La diffusion de la métallurgie a parfois été liée à la diffusion de la culture campaniforme. Ainsi, dans le Sud-Est de la France, aucune trace évidente d'activité métallurgique n'est antérieure à la diffusion campaniforme. En revanche, dans le Languedoc, la métallurgie semble plus ancienne.

### Habitat
Dans l'Ouest de la France où plus de 100 sites domestiques et près de 300 tombes campaniformes sont connus, environ 20 bâtiments campaniformes ont été identifiés. La majorité d'entre eux est en forme d'amande. Leur superficie s'étend entre 36 et 95 m2. Le plus grand bâtiment a 20 m de long. À Concarneau, des éléments de terre cuite, découverts au cours des fouilles, semblent indiquer que les murs des bâtiments étaient édifiés à base de torchis.

### Mode de vie
La période se caractérise par l'adoption de vêtements en laine tissée de style européen maintenus ensemble par des épingles et des boutons, contrairement à l'utilisation antérieure de vêtements en cuir et en fibres végétales.
Dénotant probablement une intensification de l'élevage laitier, est identifiée la première apparition en Europe centrale de l'allèle de la persistance de la lactase dans un échantillon de la culture campaniforme, datant de 2450 à 2140 av. J.C..

## Aire de distribution

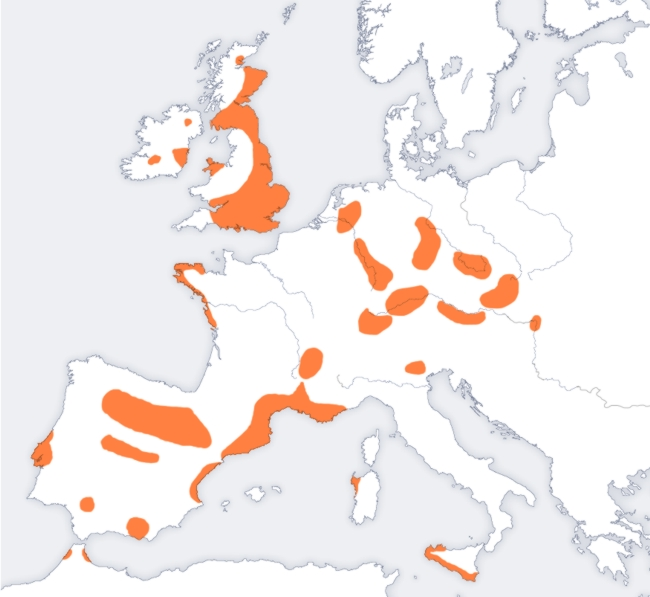
Aire de répartition des objets de la culture campaniforme.

Jusqu'à récemment, les vases campaniformes les plus anciens, datés au radiocarbone de 2800 à 2500 av. J.-C., avaient été retrouvés au Portugal, en particulier à Castro de Zambujal (municipalité de Torres Vedras) et Vila Nova de São Pedro (municipalité d'Azambuja). Cependant des dates tout aussi précoces ont également été obtenues récemment pour des sépultures campaniformes dans l'Est de la France, en Alsace et en Lorraine : Achenheim (67), Flévy (57), Hégenheim (68) ou Blignicourt (10). La production de ces premières céramiques s'est développée en un style dit campaniforme maritime décoré au peigne ou au coquillage, notamment dans la basse vallée du Tage, mais aussi en un style campaniforme maritime mixte décoré au peigne et à la cordelette, ou en un style campaniforme linéaire dit All Over Corded (AOC) décoré entièrement à la cordelette.
À partir du XXIIIe siècle av. J.-C., la culture campaniforme se diffuse durant trois siècles environ de la péninsule Ibérique à la Vistule (Cracovie) et jusqu'aux îles Britanniques (Beakers) où elle se maintient plus tardivement. L'aire de répartition de la culture campaniforme est ainsi très vaste mais dispersée, couvrant principalement l'Europe de l'Ouest avec aussi des traces sur les côtes de Sardaigne, de Sicile et au Maroc. Les fleuves semblent avoir constitué des axes de pénétration comme le Rhin, le Rhône, le Danube jusqu'au bassin de Vienne. 
Du fait de sa position géographique, la France était naturellement destinée à être touchée par le phénomène campaniforme et pourtant de vastes zones y sont demeurées plus ou moins étanches. Aux fortes concentrations constatées sur la façade armorique, l'axe du Rhône, la Provence, le Languedoc s'opposent les espaces moins denses du Massif central et du bassin parisien. De même, les sépultures spécifiquement campaniformes sont relativement rares en France (Wallers, Champs-sur-Yonne, tumulus de Soyons): une centaine environ a été répertoriée .

## Des origines discutées

Diffusion précoce de la culture campaniforme.

Plusieurs théories sur l'origine de la culture campaniforme ont été proposées et contestées. 
Lanting et Van der Waals ont proposé[Quand ?] une chronologie pour le développement du campaniforme à partir des cultures antécédentes de la céramique cordée et des vases à entonnoir (TRB), ce qui a été généralement accepté pendant des décennies. 
Le campaniforme a aussi été suggéré comme candidat pour une culture indo-européenne précoce, plus particulièrement proto-celtique, italo-celtique ou proto-germanique.
Certains auteurs ont avancé que la culture campaniforme a des origines ibériques. Ainsi, en 1963, le professeur Sangmeister propose une théorie du flux et reflux, selon laquelle le Campaniforme naît dans la péninsule Ibérique, se diffuse le long de l'océan Atlantique pendant une première phase, puis fusionne avec la culture de la céramique cordée et connaît une deuxième phase de diffusion  qui voit naître les styles régionaux. 
D'autres chercheurs penchent pour une continuation de la culture de la céramique cordée, avec comme territoire d'origine de la diffusion la région du Rhin.
Une troisième hypothèse, due à Marija Gimbutas, établit un lien entre la culture campaniforme et certaines cultures d'Europe centrale qui auraient été « kourganisées » après l'incursion de tribus des steppes venues de la région de la mer Noire (culture des kourganes). Marija Gimbutas s'appuie notamment sur le fait que la culture campaniforme partage de nombreuses caractéristiques (gobelets, décors cordés, différentiation des genres dans la tombe, etc.) avec celles de la culture Yamna et de la culture de la céramique cordée.

### Première interprétation: la migration massive

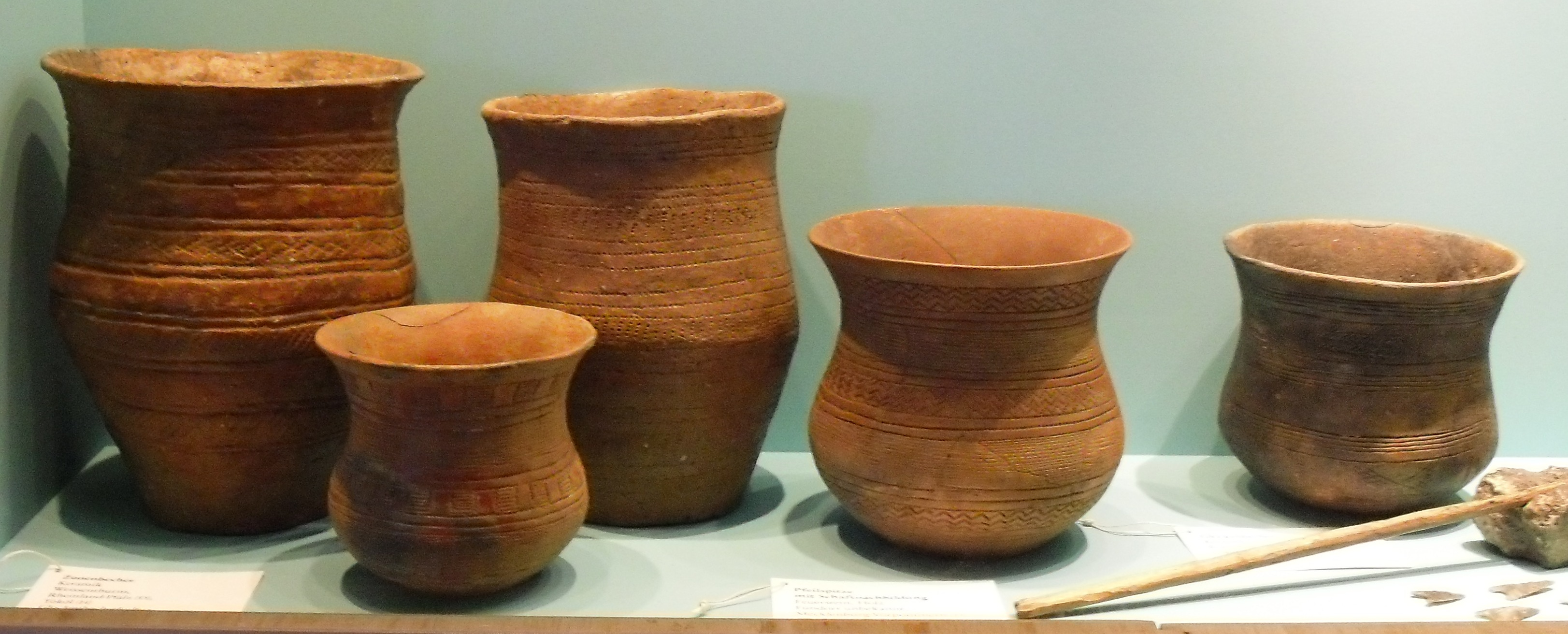
Céramiques campaniformes caractéristiques.

Du fait de la forme inhabituelle et pratiquement inchangée des poteries sur toute l'aire de répartition géographique de la culture campaniforme, cette dernière a été attribuée au début à un seul et même groupe de peuplement, qui se serait diffusé en Europe par migration et non par acculturation. Au début du XXe siècle, les poteries campaniformes ont en effet été perçues comme produites par une seule population, qui à travers des vagues d'invasion répétées, aurait apporté avec elle le travail du métal, les inhumations en position fœtale et les tumulus, remplaçant les populations néolithiques antérieures à leur arrivée. L'utilisation d'un style particulier de poterie pourrait avoir eu un lien avec la consommation d'hydromel ou de bière.[pas clair]
Cette thèse a été avancée notamment par Vere Gordon Childe, qui décrivait les campaniformes comme des « envahisseurs guerriers imbus de coutumes aux propensions hégémoniques et dominatrices et d'une appréciation des armes et des ornements en métal, ce qui leur a permis d'imposer une unification politique suffisamment cohésive sur leur nouveau territoire pour qu'une unification économique s'ensuive ». En effet, selon Childe, la culture campaniforme se serait imposée entre autres par le pouvoir économique de son réseau commercial étendu, le pouvoir militaire découlant notamment de la protection de ces routes commerciales, de sa culture matérielle dérivée de ses avancées technologiques, ainsi que par le  pouvoir politique, particulièrement visible à travers les ressources considérables investies dans les infrastructures religieuses, tant en termes main-d'oeuvre que de matériaux, ce qui leur aurait permis de cimenter leur dominion sur le territoire. La quasi-disparition de traces des cultures néolithiques de Grande-Bretagne au profit de celle des « envahisseurs », comme l'abandon des anciennes pratiques funéraires, suggère toute l'ampleur et la rapidité avec laquelle la culture campaniforme a pu s'imposer (Childe, 1949, p. 91-118).
Cette interprétation a été remise à l'ordre du jour par les études récentes en génétique. Celles-ci montrent notamment pour la Grande-Bretagne qu'une migration massive depuis le continent qui introduit dans l'île la culture campaniforme est survenue il y a environ 4 500 ans. La propagation du complexe campaniforme est associée au remplacement en quelques centaines d'années d'environ 90 % du patrimoine génétique existant. Cette migration se produit dans le prolongement de l'expansion vers l'ouest, migration qui avait amené l'ascendance liée à la steppe pontique en Europe centrale et du nord au cours des siècles précédents[pas clair],.

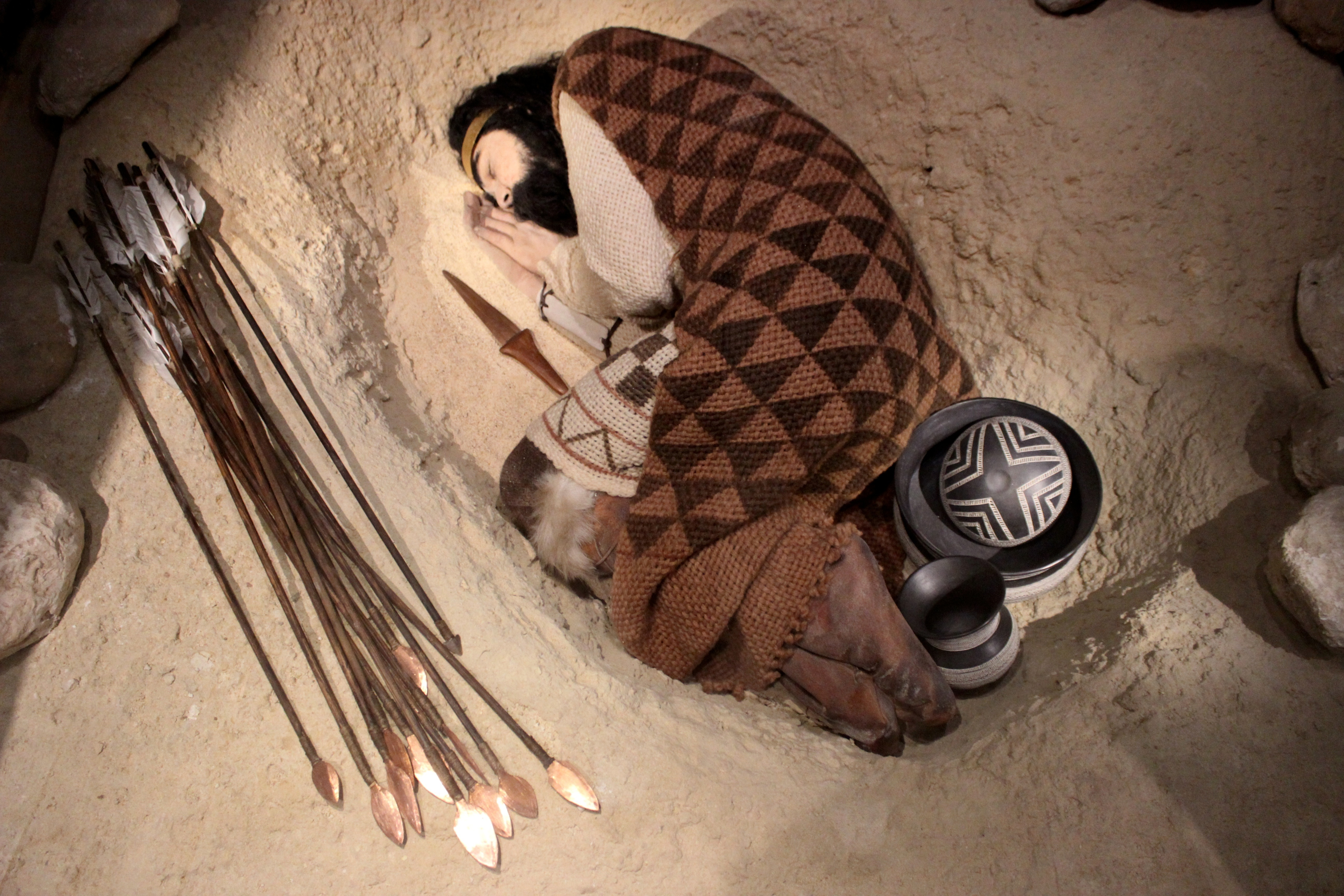
Reconstruction d'une sépulture campaniforme (Musée archéologique national de Madrid).

À la même époque, une migration importante a lieu dans la péninsule Ibérique. Cette fois, 40 % du patrimoine génétique est remplacé entre 2500 et 2000 av. J.-C. par une population venue des steppes. De façon encore plus frappante, cette proportion d'héritage exogène est de presque 100 % sur le chromosome Y. Une des tombes étudiées est exemplaire de cette contribution des migrants de sexe masculin : celle de Castillejo del Bonete (Castille-La Manche), où une femme locale est inhumée à côté d'un migrant. Il faut voir, dans ce mouvement, une même population qui apporte le campaniforme dans les îles Britanniques et dans la péninsule Ibérique. La différence de proportion d'ascendance venue de l'est (90 % et 40 %) pourrait être due à la différence de taille des populations locales respectives, plus élevée dans la péninsule Ibérique que dans les îles Britanniques à cette époque[réf. nécessaire].
Ce remplacement génétique massif et rapide pose, selon Corina Liesau et ses collègues, la question d'une agression de type génocidaire avec exécution systématique des hommes et viol des femmes[pas clair]. Leurs travaux archéologiques, menés dans la région de Madrid, montrent, mais sur un échantillon relativement restreint, une sur-représentation des hommes dans les tombes campaniformes alors que dans les tombes contemporaines non campaniformes, les femmes sont habituellement mieux représentées.
En Italie, les résultats des spécimens étudiés en paléogénétique suggèrent également que la composante d'ascendance liée à la steppe pourrait être arrivée par des groupes de la culture campaniforme venus d'Europe centrale.

### Deuxième interprétation: une expansion par diffusion culturelle

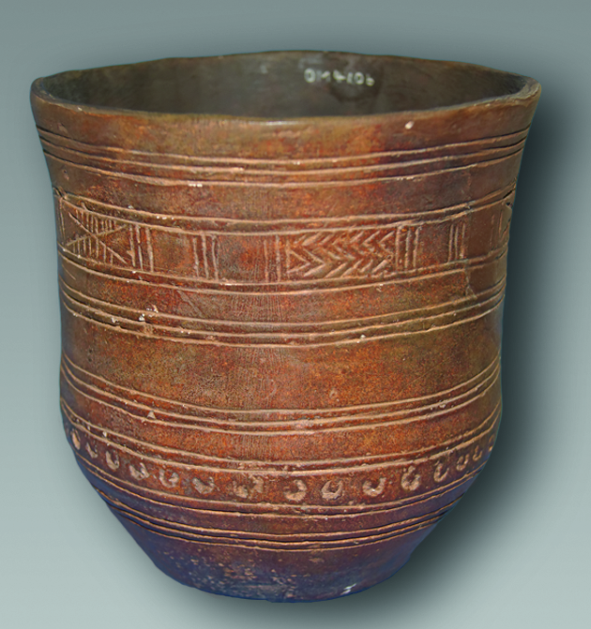
Gobelet en forme de cloche.

D'autres explications ont été apportées : selon certains scientifiques[Qui ?], un certain nombre de changements culturels ne peuvent pas être la conséquence d'une seule cause, surtout sur une période de plusieurs siècles. Tout matériel culturel ou toute innovation technologique peut se répandre indépendamment d'une population d'origine, par diffusion culturelle et acculturation. Le phénomène campaniforme pourrait correspondre à diffusion de proche en proche, de populations voisines en populations voisines, à plus ou moins longue distance suivant des réseaux d'échanges déjà en place dès le Néolithique, comme ceux de l'ambre, de l'obsidienne ou du sel. 
Cette théorie récusant l'idée d'invasion a été proposée au milieu des années 1970 par Colin Burgess et Steve Shennan qui voyaient la culture campaniforme comme le reflet d'un ensemble de connaissances (incluant des croyances religieuses, le travail du cuivre, du bronze et de l'or) et d'artefacts (dagues en cuivre, boutons perforés, protège-poignets des archers) adoptés par les populations indigènes à des degrés variables.
Dans les années 1970, Lanting et van der Waals soutiennent que la diffusion géographique éparse du campaniforme[pas clair] suivant le réseau fluvial européen pourrait correspondre à l'arrivée de marchands de bronze, qui se seraient établis parmi des populations locales du Néolithique ou du Chalcolithique, créant ainsi un nouveau style local. Une analyse fine des outils de bronze en usage au Campaniforme suggère une première source ibérique du cuivre, progressivement remplacé par les minerais d'Europe centrale, ce qui correspondrait à une extension en deux temps de la culture campaniforme, initialement venue du sud-ouest de l'Europe, puis s'étendant ensuite à partir de l'Europe centrale. Lanting suggérait à propos de cette deuxième vague de diffusion, que le Campaniforme est parti du delta du Rhin (actuels Pays-Bas) par développement de la culture de la céramique cordée.
En 1997, Alain Gallay soutient que la diffusion du campaniforme résulte de mouvements complexes de populations et de phénomènes sociaux et commerciaux. Il reprend les deux grandes phases du mouvement de diffusion mais y distingue six réseaux de relations,. 

### Relations entre la culture campaniforme et celle de la céramique cordé (Lanting et Waals)

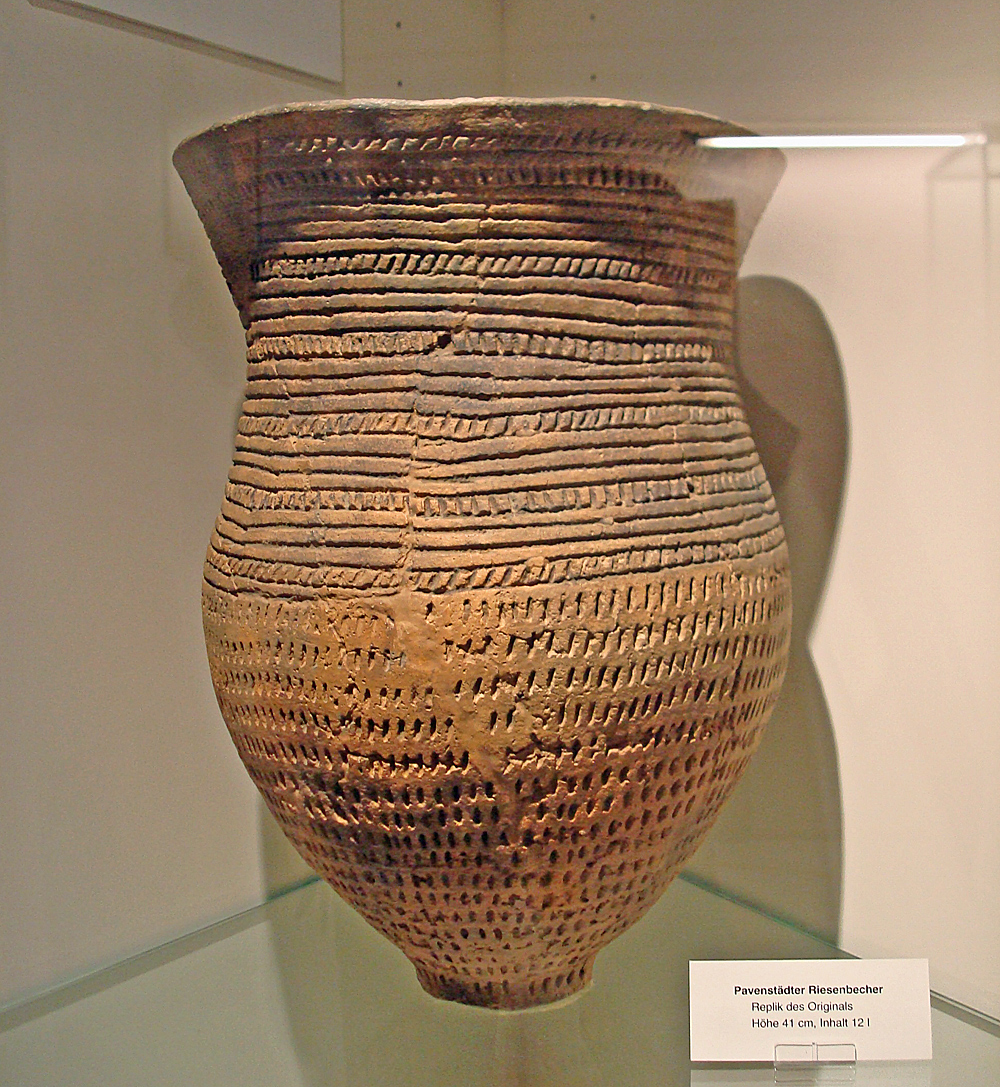
La tasse géante Riesenbecher de Pavenstädt (réplique de l'original) dans le musée de la ville de Gütersloh. Un type de poterie rattaché à la culture de la céramique cordée - hauteur 41 cm.

Les archéologues néerlandais Lanting et Van der Waals ont tenté d'établir dans les années 1970 une relation entre la culture de la céramique cordée et la céramique campaniforme. Ils ont ainsi établi un schéma de continuité entre les différents types de vases grâce aux découvertes réalisées dans la vallée du Rhin mais aussi tenu compte de ressemblances dans les sépultures. Pour eux, les deux cultures auraient été contemporaines pendant quelque temps, puis le campaniforme aurait progressivement remplacé la céramique cordée. 
L. Walls a ainsi établi une chronologie relative grâce à la typologie des céramiques. Il distingue trois phases : celles des vases AOO (All Over Ornamented) et AOC (All Over Cord impressed) du Néolithique final, celles des gobelets maritimes ou internationaux, une phase de régionalisation et de complexification du Campaniforme. Par la suite, des archéologues (comme Laure Salanova) ne retiendront que deux grandes phases : 
1. une période où le Campaniforme est homogène dans toute l’Europe (dans sa forme, ses décors et sa couleur), les formes AOO et AOC, linéaires ou maritimes n'en étant que des variantes (en France, correspond au Campaniforme armoricain );
2. une période où le Campaniforme est beaucoup plus varié autant dans la forme (coupes, écuelles ou pichets) que dans la couleur, plus vive, allant du brun au rouge  (en France, correspond au Campaniforme provençal).

## Études génétiques récentes

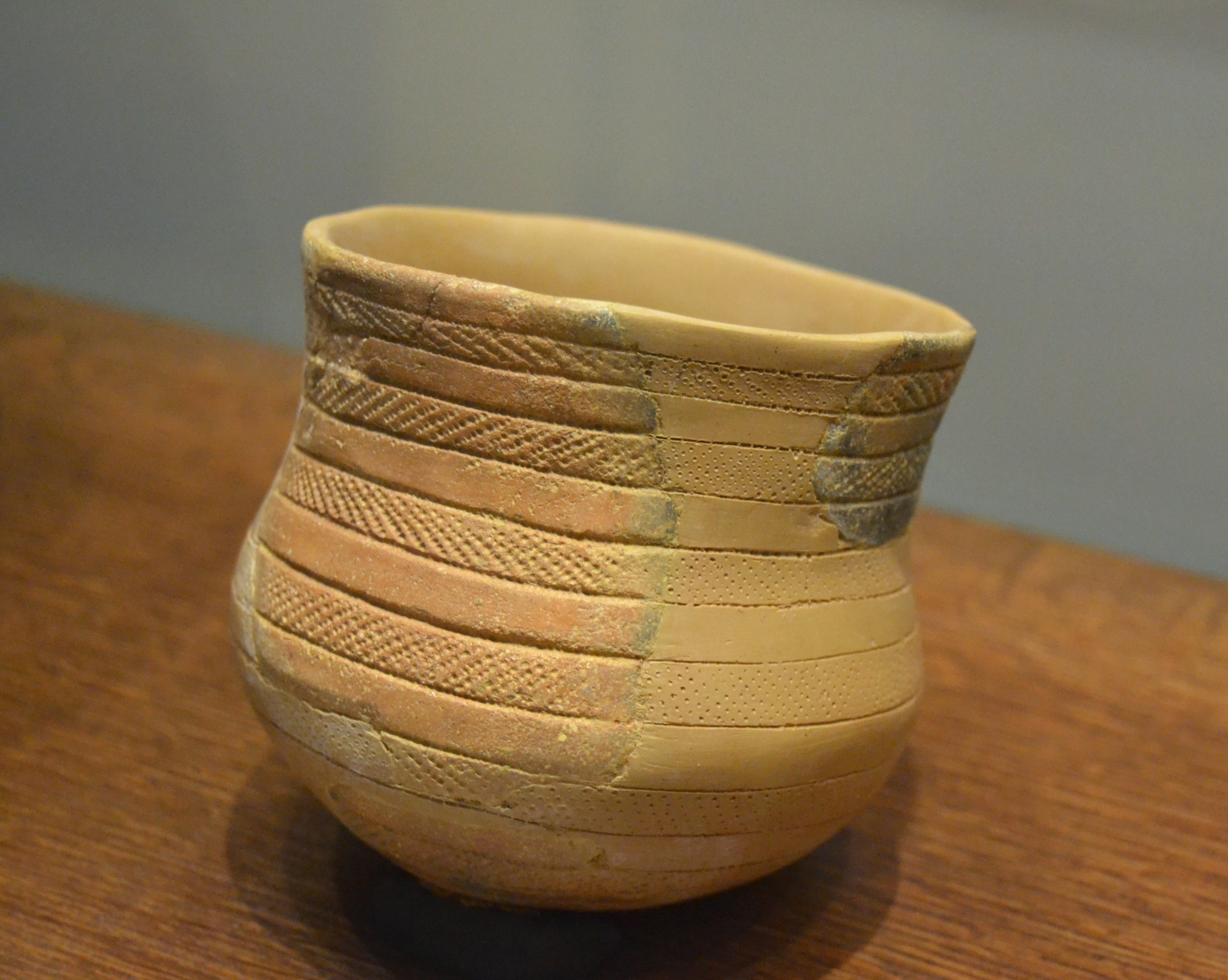
Poterie campaniforme à décor en pointillé, grotte de Recambra, Musée archéologique de Gandie.

Les squelettes retrouvés dans les sépultures contenant des vases campaniformes ont une morphologie très voisine, même à des endroits éloignés. Le crâne est très rond, l’occipital aplati, de grande taille. Ils sont sensiblement différents des populations du Néolithique final. La question de savoir si, au-delà d'une culture, il n'existait pas un peuple campaniforme s'est donc posée (thèse de Menk). 

### Étude de 1998
Une analyse au strontium, réalisée en 1998 sur 86 squelettes découverts dans des tombes campaniformes en Bavière, suggère que 18 à 25 % des tombes furent occupées par des gens qui venaient de zones très distantes du point d'inhumation. Ceci est vrai aussi bien pour les adultes que pour les enfants, ce qui semble indiquer une migration non négligeable, avec brassage de population (dans ce cas, une migration non invasive). D'après Price et ses collaborateurs, la migration se serait produite du nord-est vers le sud-ouest.

### Études de 2018

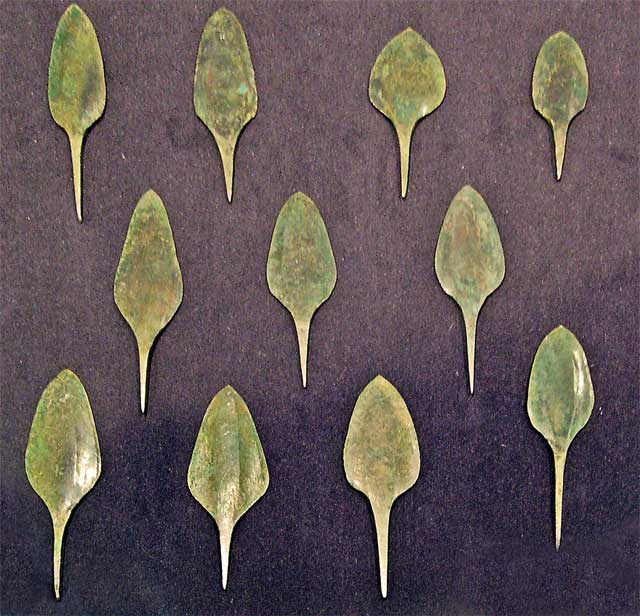
Pointes de lance en cuivre dites « pointes Palmela ». Partie d'un équipement funéraire provenant d'une sépulture de la culture campaniforme à San Román de Hornija (Valladolid, Espagne). Musée archéologique de Valladolid, 1800 avant notre ère

Une étude génétique publiée en 2018 portant sur l'ensemble du génome de 400 Européens DU Néolithique, de l'âge du cuivre et de l'âge du bronze, dont 226 associés à des artefacts du complexe de la culture campaniforme, confirme certaines des hypothèses précédentes en faveur d'une diffusion culturelle de cette culture, tout en les corrigeant. 
Les auteurs de l'étude affirment avoir trouvé une affinité génétique limitée entre les individus associés au complexe de la culture campaniforme en Ibérie et en Europe centrale, et donc avoir exclu la migration comme mécanisme important de propagation entre ces deux régions. 
Ils insistent néanmoins sur le fait que la migration a pu jouer un rôle important dans la diffusion de la culture campaniforme. C'est en Grande-Bretagne que l'étude documente ce phénomène le plus clairement, région où la propagation du complexe campaniforme a introduit des niveaux élevés d'ascendance liée à la steppe pontique et est associée au remplacement d'environ 90 % du patrimoine génétique existant en quelques centaines d'années, se faisant le prolongement de l'expansion vers l'ouest qui avait amené l'ascendance liée à la steppe en Europe centrale et du nord au cours des siècles précédents,. 
L'intégration de nouveaux échantillons montre que parmi les 32 génomes de la péninsule Ibérique, 8 individus ont une part importante d'ascendance issue des steppes, confirmation que dès le campaniforme cette population issue des steppes arrive dans ces régions. L'haplogroupe dominant parmi les individus étudiés est R1b-L151 (84 %) associé à l'ascendance liée à la steppe pontique. Ces individus appartiennent tous sauf un au sous-clade R1b-P312, suggérant que ce clade qui est dominant aujourd'hui en Europe occidentale s'est diffusé avec la culture campaniforme.

### Étude sur l'expansion de la muscoviscidose (2018)
En 2018, une étude a montré que la mucoviscidose a été répandue en Europe par ces populations car cette mutation génétique offrait un avantage sélectif aux porteurs sains (il faut deux parents porteurs pour être malade), en conférant à ces éleveurs consommateurs de lait une meilleure tolérance au choléra,.

### Étude de 2021
En 2021, une étude portant plus spécifiquement sur la Bohême montre une variation du chromosome Y complètement non chevauchante entre les populations de la culture de la céramique cordée tardive et celles des sites de la culture campaniforme partiellement contemporains, indiquant un degré élevé d'isolement du côté paternel entre ces deux groupes, même lorsqu'ils sont trouvés sur le même site (par exemple, à Vliněves). 
Tous les individus de la culture campaniforme examinés dans cette étude appartiennent à l'haplogroupe R1b-P312. La majorité de ces individus fait partie du sous-clade R1b-L2 à l'inverse des Campaniformes de Grande Bretagne qui sont à majorité du sous-clade R1b-L21, ce qui signifie que les Campaniformes de Grande-Bretagne et ceux de Bohême ne sont pas descendants les uns des autres mais ont plutôt évolué en parallèle à partir d'une population ancestrale commune. Les chercheurs de cette étude supposent que cette population ancestrale a vécu entre les deux régions peut-être au bord du Rhin avant de migrer à la fois vers l'est et vers l'ouest.

### Conclusions
Intégrant les données de la paléogénétique et de l'archéologie, Volker Heyd souligne l'importance dans la formation et la diffusion de la culture campaniforme de la région large du Rhin supérieur entre l'Alsace, l'est de la France, le Bade-Wurtemberg et le nord de la Suisse, région qui a fourni une série de datations précoces pour les contextes de cette culture.
Pour Oğuzhan Parasayan, l'analyse intégrée des données génomiques révèle que, d'une part, des populations « campaniformes maritimes » (MBB) et des utilisateurs de tombes collectives du sud-ouest de l’Europe se déplaçant vers le nord, de l'autre, les porteurs d’ascendance steppique utilisant des gobelets All-Over-Ornamented AOO/AOC du nord-ouest avec des rituels d’enterrement à tombe unique se déplaçant vers le sud se sont rencontrés dans le nord de la France. Ils émettent l’hypothèse que la culture campaniforme est née d’une synthèse d’éléments culturels issus de la rencontre en France de ces deux populations. Ce mélange aurait conduit à un groupe mixte. La plupart des établissements associés aux traditions néolithiques précédentes ont cessé d’exister quelques générations après l’émergence des rituels d’enterrement à tombe unique dans ces régions. Cette observation suggère que les populations d'origine locale ont de plus en plus adopté des éléments liés à l'installation et aux coutumes économiques des immigrants en adoptant leur mode de vie. Ainsi, si dans sa phase initiale, le Campaniforme n'est pas caractérisé par une forme typique de tombe ou de coutume funéraire, par la suite, le phénomène se développe en une culture archéologique cohérente, dans laquelle les enterrements uniques prédominent. Après 2500 cal av. J.-C., les descendants de ce groupe mixte se sont déplacés vers le sud, ce processus expliquant l'établissement d'un gradient d'ascendance steppique nord-sud. Oğuzhan Parasayan et al. considèrent que le maintien de l’ascendance steppique dans le génome européen jusqu’à nos jours plaide en faveur d’un taux de reproduction plus élevé des individus d’ascendance steppique dans la phase tardive du Campaniforme, surpassant finalement les agriculteurs porteurs uniquement de l’ascendance des premiers agriculteurs européens.

## Hydronymie paléo-européenne et culture campaniforme (thèse de Peter Kitson)
Le fait que la culture campaniforme soit le seul phénomène archéologique préhistorique ayant une extension comparable à celle des noms de rivières dits « paléo-européens » (soit la moitié occidentale de l'Europe) a conduit l'historien Peter Kitson à avancer que les populations de culture campaniforme ont été le vecteur de diffusion de ces noms dans la plupart des pays d'Europe occidentale. Les hydronymes dont la base est arg- correspondraient particulièrement bien à cette distribution. 
Selon lui, le fait qu’il s’agisse d'une communauté parlant un même langage peut donc être avancé avec plus de confiance que dans le cas de la plupart des groupes identifiés seulement par l'archéologie. L'une des données les plus solides semble être que le peuple britannique de culture campaniforme est originaire de la région Rhin-Elbe.
S'intéressant en particulier aux îles Britanniques, Kitson montre, en accord avec les travaux linguistiques classiques, que les Celtes, conservant la distinction originelle entre certaines voyelles de l'indo-européen, ne peuvent avoir été entièrement responsables de la diffusion des noms de rivières paléo-européens dans aucune région. Il semblerait qu'en Espagne, en Gaule, en Grande-Bretagne et en Italie, où les premiers Indo-Européens historiquement connus sont des locuteurs de langues non nivelantes[réf. nécessaire] (non-levelling languages), que ceux-ci aient été précédés par des locuteurs historiquement inconnus de langues nivelantes. Cette hypothèse, requise par la linguistique[réf. nécessaire], trouve un bon corrélat archéologique avec les populations de la culture campaniforme.

## Parenté et organisation sociale
Une analyse interdisciplinaire portant sur deux cimetières de la culture campaniforme de la fin de l'âge du cuivre en Allemagne du Sud, cimetières datés entre 2300 et 2150 av. J.-C. a permis de comprendre la structure interne de parenté et de résidence et les principes d'organisation sociale de ces communautés locales. Bien que probablement monogames, ces populations pratiquaient l'exogamie, car six non-résidents sur huit sont des femmes. La diversité génétique maternelle est élevée avec 23 haplotypes mitochondriaux différents de 34 individus, alors que tous les mâles appartiennent à un seul haplogroupe du chromosome Y R1b-M269 (et lorsque la précision est possible, tous du sous-clade R1b-P312) sans aucune contribution détectable des chromosomes Y typiques des agriculteurs qui avaient été les seuls habitants de la région des centaines d'années auparavant. Cela prouve que la société est patrilocale, peut-être comme un moyen de protéger la propriété de la lignée masculine, tandis que le mariage avec des épouses provenant de nombreux endroits différents a sécurisé les réseaux sociaux et politiques et a empêché la consanguinité. L'étude indique également que les communautés pratiquaient une sélection donnant la priorité aux jeunes hommes qui reçoivent déjà depuis la naissance jusqu'à 14 ans une sépulture appropriée, les mineurs enterrés étaient en majorité des garçons. Selon les auteurs de l'étude, ceci est vraisemblablement lié à l'échange d'enfants en famille d'accueil dans le cadre d'un système de parenté expansionniste qui est bien attesté par les groupes culturels indo-européens ultérieurs.